# Filoxeno (mestre dos ofícios)
Filoxeno (em latim: Philoxenus) foi um oficial bizantino ativo no começo ou meados do século V. É conhecido como destinatário duma das cartas de Isidoro de Pelúsio na qual é mencionado como mestre dos ofícios no Oriente.